# Maggie Shipstead
Maggie Shipstead (* 1983 in Mission Viejo, Kalifornien, USA) ist eine US-amerikanische Autorin.

## Leben
Shipstead studierte in den Jahren von 2002 bis 2005 das Fach Amerikanische Literatur an der Harvard University und schloss dort mit einem Bachelor of Arts ab. Es folgte ein Iowa Writers’ Workshop an der University of Iowa, den sie mit einem Master of Fine Arts (MFA) abschloss. Dort studierte sie unter anderem auch bei Zadie Smith. Von 2009 bis 2011 arbeitete sie, unterstützt von einer Wallace Stegner Fellowship in Fiction Writing, an der Stanford University in Stanford in Kalifornien.
Im Jahr 2021 gelangte Shipstead mit ihrem Roman Great Circle auf die Shortlist des britischen Booker Prize.

## Preise und Auszeichnungen
- 2012: Dylan Thomas Prize für Seating Arrangements
- 2012: Los Angeles Times Book Prize, Kategorie First Novel für Seating Arrangements
- Flaherty-Dunnan First Novel Prize

## Veröffentlichungen
- Seating Arrangements, Alfred A. Knopf, New York City, USA 2012, ISBN 978-0-307-59946-9.
  - deutsch von Karin Nölle: Leichte Turbulenzen bei erhöhter Strömungsgeschwindigkeit. dtv, München 2013, ISBN 978-3-423-24967-6.
- Astonish Me. Alfred A. Knopf, New York City, USA 2014, ISBN 978-0-307-96290-4.
  - deutsch von Karin Nölle: Dich tanzen zu sehen, Roman. dtv, München 2015, ISBN 978-3-423-26089-3.
- Great Circle. Alfred A. Knopf, New York City, USA 2021, ISBN 978-1-5247-1202-0.
  - deutsch von Harriet Fricke, Susanne Goga-Klinkenberg und Sylvia Spatz: Kreiseziehen. Roman, dtv, München 2022, ISBN 978-3-423-29013-5.
- You have a friend in 10A. Doubleday, New York 2022, ISBN 978-0-85752-682-3.